# Clan Nuvoletta
Il clan Nuvoletta è un potente sodalizio mafioso che opera nel territorio del comune di Marano di Napoli, a nord della città di Napoli e nelle zone limitrofe. Fondato negli anni 1960, capeggiato dai fratelli Angelo, Lorenzo e Ciro Nuvoletta. L'organizzazione è stata una delle più potenti tra gli anni '70 e '90. Tuttavia, in seguito alla caduta dei suoi principali affiliati e alla morte dei capi storici tra gli anni '90 e 2000, il clan è stato sostituito sul territorio dai Polverino e Orlando, entrambi con forti legami di parentela con i Nuvoletta.

## Storia

### La nascita ed i sodalizi
Conosciuta almeno sin dagli anni '50 come una famiglia molto importante nel settore dell’ortofrutta, l'organizzazione criminale nacque verso la metà degli anni 1960, all'inizio del decennio successivo il clan è controllato dai tre fratelli Nuvoletta. Le principali attività della famiglia sono quella di gestire il contrabbando di sigarette e il traffico di eroina, campo nel quale risultano tra gli spacciatori più importanti d'Europa, sfruttando anche i rapporti con i narcotrafficanti di Cosa nostra siciliana.
Infatti, con l'organizzazione criminale siciliana il clan Nuvoletta ha intrecciato molti rapporti, come testimoniato dal collaboratore di giustizia Gaspare Mutolo, il quale ha raccontato che nel 1973, uscito dal Carcere di Poggioreale, fu trasportato da Saro Riccobono e Angelo Nuvoletta in una proprietà terriera dei Nuvoletta, dove ad attenderlo c'era Salvatore Riina. Altro episodio si ha nel 1974, quando vennero accertati intensi rapporti telefonici tra Luciano Liggio e i Nuvoletta, che gestivano per conto del siciliano una grande tenuta agricola in Campania.

### Gli anni '70 e '80: l'omicidio Siani e la guerra con la NCO
Nella seconda metà degli anni settanta, alle famiglie di stampo camorristico della "vecchia generazione" si unisce una nuova forza, che arriverà ad avere, secondo alcune stime, circa 7000 affiliati: è la Nuova Camorra Organizzata di Raffaele Cutolo, la quale vuole imporre la sua egemonia su qualsiasi attività e commercio illegale. Si arriva inevitabilmente alla faida tra Nuova Camorra Organizzata e Nuova Famiglia, che scoppia dal 1979, totalizzando circa 900 omicidi solo fino al 1983. La guerra è combattuta dai cutoliani e dagli affiliati della Nuova Famiglia in cui, oltre al clan di Bardellino e quello dei Nuvoletta, sono comprese le famiglie dei Galasso, degli Alfieri e dei Gionta, oltre a quella dei Giuliano e Umberto Ammaturo. Dopo la vittoria della Nuova Famiglia, si apre una nuova faida, difatti emergono le rivalità tra i Nuvoletta e Bardellino, che affondano le proprie radici nelle amicizie siciliane degli uni e dell'altro: infatti, i maranesi sono alleati del clan dei Corleonesi, capeggiato da Totò Riina e Bernardo Provenzano, mentre i Casalesi sono in combutta con Stefano Bontate e Tommaso Buscetta. Il 23 aprile 1981, con l'assassinio di Bontate, scoppiò la seconda guerra di mafia, che portò irrimediabilmente le sue conseguenze anche in Campania. Bardellino appoggiato dai suoi alleati Carmine Alfieri e Pasquale Galasso compie 2 stragi: la domenica mattina del 26 agosto 1984 14 sicari di Alfieri arrivano a Torre Annunziata, città del clan Gionta, alleato dei Nuvoletta; compiono una strage, uccidendo 8 affiliati e ferendone altri 7. 
Prima di questa strage, insieme ad alcuni uomini di Galasso, era riuscito a mettere a segno un altro punto: il 10 giugno 1984 infatti, uccise Ciro Nuvoletta, fratello del capofamiglia Lorenzo e in quest'azione un'innocente Salvatore Squillace venne anche ucciso da una pallottola vagante; quest'azione eclatante che aveva costituito il "battesimo di fuoco" di 
un ancor giovanissimo Antonio Iovine e in vendetta a quest'attentato i Nuvoletta-Corleonesi fecero un’altra strage a Poggio Vallesana, ma contro 5 uomini di Bardellino-Buscetta, che furono strangolati, sparati e scolti nell'acido. Questo episodio era stato preceduto dall'arresto in Spagna di Antonio Bardellino, che pensava di esser stato tradito da un esponente proprio del clan di Marano. Nel 1985, con l'arresto di Valentino Gionta (boss del clan omonimo) proprio a Marano, Angelo Nuvoletta, nonostante il parere contrario del fratello Lorenzo, ordinò l'esecuzione del cronista del Mattino Giancarlo Siani, che avvenne la sera del 23 settembre 1985. Siani aveva scoperto che Nuvoletta aveva tradito Gionta per mettere fine alla nascente faida con i Casalesi, ed aveva scritto in merito un articolo, firmando così la sua condanna a morte. Durante la stagione delle bombe in Italia e l'offensiva dei Corleonesi allo Stato italiano, Riina chiese aiuto ai Nuvoletta per aiutarli nella campagna terroristica contro lo Stato, ma i Nuvoletta si rifiutarono perché in ottimi rapporti con le istituzioni. I rapporti tra le famiglie si freddarono al punto che nelle feste non c'era più lo scambio di specialità gastronomiche (tipo arancini e mozzarelle).

### Gli anni '90 e la morte di Lorenzo e di Angelo
Lorenzo Nuvoletta fu catturato ed incarcerato il 7 dicembre del 1990, dopo 10 anni di latitanza; rilasciato nel '91, nel gennaio successivo fu condannato a 9 anni di carcere per attività di stampo camorristico, morì l'8 aprile 1994. Angelo Nuvoletta è stato arrestato il 17 maggio del 2001, dopo ben 17 anni di latitanza, scontò 2 ergastoli ed è morto il 21 ottobre 2013 all'ospedale di Parma dove era ricoverato per le sue cattive condizioni di salute.

### Gli anni 2000
Dopo la morte dei grandi capi dell'organizzazione e la decimazione conseguente agli arresti, gruppi che prima erano costole dei Nuvoletta, come gli Orlando e i Polverino, sono diventati indipendenti e potenti, ereditando molto di quello che una volta era del clan Nuvoletta.

## Cronologia dei boss
- Anni 1960-1994 — Lorenzo Nuvoletta
- Anni 1960-1984 — Ciro Nuvoletta
- Anni 1960-2001 — Angelo Nuvoletta

## Membri di spicco
- Antonio Orlando – cugino dei Nuvoletta. Dopo la caduta dei Nuvoletta, fondò la sua propria organizzazione, il clan Orlando.
- Pasquale Liccardo – alias Pascale ‘e Maurone, uomo di fiducia dei capi, ucciso nel 1988.[18]
- Luigi Esposito – vicino al boss Angelo Nuvoletta e considerato la mente finanziaria del clan.[19]Esposito era un membro del clan Nuvoletta e vicino al boss Angelo Nuvoletta. Nel 1981, ricevette la sua prima condanna per possesso illegale di armi da fuoco. Dopo anni di lavoro per il clan Nuvoletta, Esposito iniziò a lavorare per il clan Polverino e, secondo quanto riportato, riuscì a quadruplicare il patrimonio dell'organizzazione. Nel 2003, divenne latitante a seguito di mandati di arresto emessi per traffico di droga. Durante le indagini, la polizia scoprì che aveva costruito un resort turistico a Tenerife, nelle Isole Canarie. Nel 2006, fu condannato a nove anni di reclusione per traffico di droga e associazione mafiosa. Nel 2005, i suoi beni per un valore di 1,5 milioni di euro furono sequestrati. Nel luglio 2009, fu inserito nella lista dei latitanti più ricercati in Italia stilata dal Ministero dell'Interno. Fu arrestato il 7 novembre 2009 in una lussuosa villa a Posillipo, quartiere residenziale di Napoli. Esposito fu scarcerato nel 2017, ma fu nuovamente arrestato nel settembre 2019, dopo un'operazione di polizia contro il clan Polverino.
- Maurizio Baccante.[20]
- Francesco Vasto – alias Ciccio 'o Baccalaiuolo,arrestato nel 1985 assieme al boss di Torre Annunziata Valentino Gionta. Ucciso in contesti poco chiari.[21]